# Artic Silver
Arctic Silver Inc. é uma corporação privada de engenharia que desenvolve e fabrica compostos termicamente condutivos e adesivos térmicos  para a aplicação em dissipadores de calor de alta potência, componentes eletrônicos, tais como transformadores, diodos emissores de luz, chipsets entre outros dispositivos electrônicos. Fundada em 1999, as instalações da empresa estão localizados em Visalia, Califórnia, EUA.

## História
A empresa foi fundada por Nevin House em 1999. Sediada em Visalia, Califórnia, E.U.A., vendendo o produto House, que era uma versão modificada do dissipador de calor personalizado HP Turbocooler desenhado para servidores e workstations. Essa experiência levou à pesquisa de compostos térmicos, e sua composição material. Nos testes, foram realizadas misturas químicas a base de prata que deram certo, levando a empresa a uma mudança no foco do negócio para compostos de interface térmica. Uma sucessão de formulações de prata foram seus principais produtos, em meados de 2000, como sendo que o seu principal sucesso atualmente é a Arctic Silver 5.